# 程希賢
程 希賢（てい きけん）は中華民国の軍人。北京政府、国民軍、国民政府（国民革命軍）に属した。馮玉祥配下の「十三太保」の1人としても知られる。字は偉儒。

## 事跡
早くから馮玉祥の兵営に入隊し、軍歴を重ねていく。1927年（民国16年）5月、馮玉祥が国民革命軍第2集団軍を率いて潼関から出撃した際に、程希賢は鹿鍾麟率いる第18軍で第66師師長に任ぜられた。北伐終了後の翌年秋、軍縮に伴い第26師師長に任ぜられたが、まもなく馮により罷免されている。
1929年（民国18年）3月、第29師師長に任ぜられたが、同年、山東省政府高等顧問に転じる。1931年（民国20年）、北平軍事整理委員会委員に任ぜられた。1936年（民国25年）、天津市保安総隊長兼冀察政務委員会委員（兼外交委員）となる。翌年、日中戦争（抗日戦争）が勃発すると、石友三率いる第181師で副市長に任ぜられた。
後に汪兆銘政権（南京国民政府）に降り、開封綏靖委員会機要組組長、軍事参議院中将参議の他、1945年（民国34年）2月より江蘇省第8区行政督察専員兼江蘇第1区清郷督察専員と歴任した。
汪兆銘政権崩壊後の消息は不明である。